# ميخائيل ك. مورغان
ميخائيل ك. مورغان (بالإنجليزية: Michael K. Morgan)‏ هو جراح أسترالي، ولد في 25 نوفمبر 1956 في رويال تونبريدج ولز ‏ في المملكة المتحدة.